# Christine-Frédérique de Wurtemberg
Christine-Frédérique de Wurtemberg (en allemand Christine Friederike von Württemberg) est née à Stuttgart (Allemagne) le 28 février 1644 et meurt dans la même ville le 30 octobre 1674. Elle est une noble allemande, fille du duc Eberhard VII de Wurtemberg (1614-1674) et d'Anne-Catherine de Salm-Kyrbourg (1614-1655). 

## Mariage et descendance
Le 7 juin 1665, elle se marie à Stuttgart avec le prince Albert-Ernest Ier d'Oettingen-Oettingen (1642-1683), fils du comte Joachim-Ernest d'Oettingen-Oettingen (1612-1658) et d'Anne-Dorothée de Hohenlohe-Neuenstein (1621-1643). De ce mariage naissent sept enfants :
- Eberardine-Sophie (1666-1700) ;
- Albertine-Charlotte (1668-1669) ;
- Albert-Ernest II d'Oettingen-Oettingen (1669-1731) ;
- Christine-Louise d'Oettingen-Oettingen (1671-1747), mariée avec Louis-Rodolphe de Brunswick-Wolfenbüttel (1671-1735) ;
- Henriette-Dorothée d'Oettingen (1672-1728), mariée avec Georges-Auguste de Nassau-Idstein (1665-1721) ;
- Eberard Frédéric (1673-1674) ;
- Emmanuel, né et mort en 1674.

Elle meurt des suites de l'accouchement de son dernier enfant Emmanuel. Albert-Ernest se remarie en 1682 avec sa sœur Eberardine-Catherine de Wurtemberg.